# Pseudeusemia dignitossa
Pseudeusemia dignitossa là một loài bướm đêm trong họ Geometridae.